# Wysock (obwód wołyński)
Wysock (ukr. Висо́цьк) – wieś na Ukrainie w rejonie kowelskim, w obwodzie wołyńskim. 
Wiszoczko było wsią starostwa lubomelskiego w 1570 roku. W II Rzeczypospolitej miejscowość wchodziła w skład gminy wiejskiej Bereźce w powiecie lubomelskim województwa wołyńskiego. Do II wojny światowej na południe od miejscowości, nad Bugiem, znajdowały się dwie duże wsie Binduga i Bystraki, a w okolicznych lasach chutor Murawa.
Do 2020 w rejonie lubomelskim.